# كيكو ماثيوز
كيكو ماثيوز (بالإنجليزية: Kiko Matthews)‏ هي مجدفة بريطانية، ولدت في 1982.

## وصلات خارجية
- الموقع الرسمي